# Jonathan Deniz
Jonathan Sebastián Deniz Machado (23 de agosto de 1990, Tranqueras, Uruguay) es un futbolista uruguayo. Juega como portero y pertenece al equipo de Tacuarembó Fútbol Club en la segunda División de Uruguay; jugó en clubes como Deportes Quindio, Deportivo Pasto y Club Atlético Cerro Montevideo.

## Clubes
| Club                   | País     | Año             | Partidos |
| ---------------------- | -------- | --------------- | -------- |
| Tacuarembó             | Uruguay  | 2010 - 2016     | 92       |
| Deportivo Pasto        | Colombia | 2016            | 4        |
| Deportes Quindío       | Colombia | 2017 - 2018     | 30       |
| C A Cerro              | Uruguay  | 2018 -          | 3        |
| Tacuarembó Fútbol Club | Uruguay  | 2019 - presente | 21       |